# Oxid zirkoničitý
Oxid zirkoničitý ZrO2, někdy označovaný jako zirkonia, je bílá krystalická látka s hustotou 5,73 g/cm3. Pokud neobsahuje příliš příměsí má při pokojové teplotě jednoklonnou (monoklinickou) krystalovou strukturu – tak jako vzácně se vyskytující minerál baddeleyit. Při vyšších teplotách (1 175 °C) dochází k fázové přeměně na čtverečnou (tetragonální) strukturu (typu rutilu) a při velmi vysokých teplotách (2 350 °C) se stává stabilní krychlová (kubická) struktura (typu fluoritu), která taje až při 2 700 °C.

## Výroba
Oxid zirkoničitý patří do skupiny oxidové keramiky a jeho výchozí surovinou je minerál zirkon, který je chemicky křemičitanem zirkoničitým ZrSiO4. Jeden z postupů výroby ZrO2 ze ZrSiO4 spočívá v odkřemičitění (desilikatizaci) zirkonu žíháním se směsí CaO/MgO při cca 1 500 °C.
Při 1700 °C probíhá rozklad na jednoduché oxidy:
ZrSiO4(s) + 4 C(s) → SiO(s) + ZrC(s) + 3 CO(s)
ZrC(s) + 2 O2(g) → ZrO2(s) + CO2(s)

## Využití

### Keramika
Příměs oxidu vápenatého CaO či oxidu hořečnatého MgO či oxidu yttritého Y2O3 nebo oxidu ceritého Ce2O3 a dalších způsobuje, že příslušný tuhý roztok oxidu zirkoničitého s příslušnou příměsí (například v molárním poměru 47:3) si zachovává kubickou strukturu při všech teplotách, takže při změnách teploty nedochází k fázovým přeměnám a příslušná („stabilizovaná“) keramika (například ve formě kelímků či trubic) neztrácí pevnost. Používá se ve sklárnách a slévárnách jako velmi kvalitní žáruvzdorný materiál pro tavicí nádoby (pánve) a vnitřní stěny tavicích pecí, který je však ve srovnání s klasickými žáruvzdornými materiály výrazně dražší.
Z oxidu zirkoničitého se vyrábějí čepele keramických nožů.
Stabilizující příměsi CaO, MgO či Y2O3 v krystalové mřížce ZrO2 jsou příčinou značné koncentrace vakancí v aniontové podmřížce, takže tento materiál je při vyšších teplotách elektricky vodivý a může sloužit jako tuhý elektrolyt.
Značné elektrické vodivosti této keramiky využil již na konci 19. století (1897) Walther Nernst, který zkonstruoval bíle svítící lampu, v níž namísto kovového vlákna (která září v dnešních žárovkách) byla zdrojem světla zářící Nernstova tyčinka ze ZrO2 (je třeba si uvědomit, že vynález Nernstovy tyčinky časově předcházel objevu výroby tažných wolframových vláken v roce 1908.)
Elektrochemické vlastnosti této keramiky využili K. Kiukolla a C. Wagner k sestavení koncentračních elektrochemických článků, ve kterých hrál kubický ZrO2 s 15% CaO roli tuhého elektrolytu. Tyto galvanické články umožňují určovat hodnotu chemického potenciálu kyslíku v různých chemických soustavách.
V současné době je tato zirkonoxidová keramika součástí kyslíkových čidel (sond), které detekují obsah kyslíku ve zplodinách spalovacích zařízení a signál těchto čidel je využíván pro automatickou regulaci – optimalizaci procesu spalování. Pro své elektrochemické vlastnosti je stabilizovaný ZrO2 vhodný také jako elektrolyt pro palivové články. Stabilizovaný oxid zirkoničitý s Y2O3 (8-20%) se využívá k tvorbě tepelných barier žárovými nástřiky.

### Šperkařství
Významné je také využití kubické (stabilizované) formy oxidu zirkoničitého ve šperkařství jako náhrady diamantu (briliantů). Kubický ZrO2 se diamantu podobá jednak vysokým indexem lomu a tvrdostí (v Mohsově stupnici 8,5 oproti 10 u diamantu), avšak výrazně se liší v hustotě (5,6–6,0 g/cm3 oproti 3,5 g/cm3 u diamantu).